# Purple Hibiscus
La flor púrpura (Purple Hibiscus) es una novela escrita por la autora nigeriana Chimamanda Ngozi Adichie. Esta, su novela debut, fue publicada por primera vez por Algonquin Books en 2003.

## Sinopsis
La flor púrpura se desarrolla en la Nigeria postcolonial, un país acosado por la inestabilidad política y las dificultades económicas. El personaje principal es Kambili Achike, quien tiene quince años durante la mayor parte de la historia, y es miembro de una familia rica dominada por su devoto padre católico, Eugene. Eugene es a la vez un religioso zelote y una figura violenta en casa de los Achike, sometiendo a su mujer Beatrice, a la propia Kambili, y su hermano Jaja mediante palizas y crueldad psicológica. Beatrice incluso sufre dos abortos espontáneos debido a la violencia.
La historia está contada a través de los ojos de Kambili y se centra esencialmente en la desintegración de su unidad familiar y su lucha por madurar. Un periodo clave en la historia es el tiempo que Kambili y su hermano pasan en casa de la hermana de su padre, Ifeoma, y sus tres hijos. Esta casa supone un marcado contraste frente a lo que Kambili y Jaja están acostumbrados. En ella se practica una forma completamente diferente del catolicismo, haciendo que sea un sitio feliz y liberal, que anima a sus miembros para ser inquisitivos, formar sus propias opiniones y expresar sus ideas. En este entorno enriquecedor, ambos Kambili y Jaja se vuelven más abiertos y más capaces de formar y compartir sus propias opiniones. Mientras, estando en casa de la tía Ifeoma, Kambili también se enamora de un joven sacerdote, el Padre Amadi, el cual despierta en ella su propio sentido de su sexualidad.
Finalmente, las vidas de Kambili, Jaja y la existencia de su familia tal como una vez fue llegan un punto crítico. Incapaz de soportar la continua violencia de Eugene por más tiempo, Beatrice le envenena. Jaja asume la culpa del delito y acaba en prisión. Mientras tanto, tía Ifeoma y su familia se mudan a América después de que ella sea injustamente despedida de su trabajo como conferenciante en la Universidad de Nigeria, en Nsukka.
La novela finaliza casi tres años después de estos acontecimientos, con una nota prudentemente optimista. Kambili se ha convertido en una mujer joven de dieciocho años, más segura de sí misma que antes, mientras que su hermano Jaja está a punto de ser liberado de prisión, endurecido pero no roto por su experiencia allí. Su madre, Beatrice se ha deteriorado psicológicamente en gran medida.

## Personajes principales
- Kambili Achike es el personaje central en La flor púrpura y también la narradora de la historia. Kambili es tímida e inhibida hasta que pasa una cantidad extendida de tiempo fuera de su entorno familiar, en casa de tía Ifeoma y su familia. Kambili es la más joven de los dos hijos de Eugene y Beatrice Achike. No le gusta el ambiente bajo el mandato de su padre tras acostumbrarse a la libertad que tiene en Nsukka. Es una chica muy tranquila al inicio de la novela, pero después de quedarse con su tía Ifeoma, se da cuenta de su valor y se abre a otras personas.
- Chukwuka Achike, apodado "Jaja" por su familia, es un hombre joven inteligente, aproximadamente dos años mayor que su hermana. Durante gran parte de la novela, al igual que el resto de su familia, está dominado por su padre, a pesar de que finalmente se muestra más desafiante, especialmente al no ir a misa el Domingo de Ramos, lo que causa una tremenda escena familiar.  Asume la culpa del delito de su madre y es encerrado casi tres años en prisión antes de obtener una amnistía. Durante este tiempo, su personalidad se ha endurecido, pero no se ha quebrado.
- Eugene Achike es el padre de Kambili, a quien ella llama "Papa". Es un rico y pretencioso hombre de negocios, que es también un católico muy estricto que domina a su familia durante gran parte de la novela, al imponer un duro régimen religioso en la casa familiar. Durante la mayor parte de la historia controla casi cada aspecto de la vida de su familia, incluyendo la imposición de un régimen a las vidas de Kambili y su hermano Jaja, de modo que cada minuto del día estaba programado para ellos. Mientras que por un lado Eugene es un hombre importante en su comunidad y dona cantidades considerables de dinero a los más necesitados y a causas dignas, es dado a tener estallidos de violencia dentro de la casa familiar, sometiendo su mujer Beatrice y los dos niños a un castigo físico severo.
- Beatrice Achike, madre y mujer en la familia Achike y, a menudo llamada "Mama", es una figura tranquila y maternal la mayor parte de la novela, presentando un lado más blando y una presencia más pasiva en la casa en contraste a la presencia a menudo tiránica de Eugene. Durante el curso de la historia, Beatrice padece dos abortos después de las duras palizas de Eugene. Ella abrillanta los figurines de su estante después de cada paliza. Se insinúa que ella se queda con Eugene parcialmente en agradecimiento por su negación a casarse con otra mujer después de que ella sólo pueda tener dos hijos. Finalmente, aun así, Beatrice no puede soportar el comportamiento de Eugene y le envenena. Su hijo, Jaja, asume la culpa del delito y ella continúa empeorando mentalmente después de este momento. En la conclusión de la novela, aun así, con Jaja  pendiente de ser liberado de prisión, hay algunas pistas sobre su estado que indican que su condición mejorará.
- Tía Ifeoma es la única hermana de Eugene, una mujer imponente e inteligente que trabaja como conferenciante en la Universidad de Nigeria, en Nsukka. Es altamente capaz en muchos aspectos de su vida, mostrando determinación y resolución al criar a sus hijos sin un marido. Aunque tiene problemas financieros, crea un entorno mucho más feliz para sus hijos que el que crea su hermano Eugene para su familia. Estuvo casada con otro profesor, Ifediora, hasta su desafortunada muerte. También es una orgullosa seguidora del movimiento nigeriano prodemócrata, lo cual consigue meterla en problemas en su trabajo.
- Amaka es la única hija de Ifeoma e Ifediora. Es de la misma edad que Kambili, alrededor de los quince años, y al principio no le gusta Kambili, porque piensa que es pretenciosa, y está celosa de su acomodado estilo de vida. Tras unas cuantas semanas de conocerse la una a la otra, y después de que Kambili recibiera una paliza muy severa, Amaka empieza a entender mejor la situación de Kambili y se convierten en amigas cercanas.
- Obiora es el segundo hijo y el más mayor los chicos de Ifeoma y Ifediora, de unos catorce años. Es reservado, aunque se pronuncia si nota que alguien está equivocado, como ocurre cuando contradice a Chiaku. Obiora es también retratado como la principal figura masculina en casa de su madre.
- Chima es el más joven de los tres hijos de Ifeoma e Ifediora. No se sabe mucho sobre este personaje, aparte del hecho de que admira a Obiora.
- El Padre Amadi es un sacerdote joven del círculo de tía Ifeoma y su familia. Al ser joven, indígena y culto en la vida contemporánea,  puede ser descrito como un "sacerdote de nueva generación", en oposición a otros sacerdotes europeos blancos del país, como el sacerdote de Eugene, el Padre Benedict. Cuando Kambili se enamora del Padre Amadi, éste muestra consideración y honor en la manera sensible en la que le aclara que, al estar dedicado a la Iglesia, nunca podrá ser su pareja. Él la ama, pero aun así no osa empezar una relación con ella debido a su profesión. Muestra ser un poco travieso cuando desafía a Kambili a un sprint, lo cual da lugar a que él le haga un cumplido sobre sus piernas. También la lleva a trenzar su pelo, y allí el peluquero le comenta a Kambili que ningún hombre lleva una señorita a trenzarse el pelo a no ser que ella le guste.
- Papa-Nnukwu es a la vez padre y abuelo en la familia Achike, al ser el padre de Eugene e Ifeoma. Es amable y encantador, un hombre arraigado a las creencias no cristianas tradicionales de su cultura indígena, presentando un marcado contraste, en particular, a la adhesión de su hijo Eugene a un estilo de vida y religión europeos.

## Temas
- Cambio: La novela se desarrolla en tiempos turbulentos en la historia política de Nigeria, donde hay un vacío de poder y un dictador cuyo ascenso al poder se presenta en referencias a la escasez de aceite.
- Religión: Otra vez en referencia a tiempos coloniales, el tema de religión está presente en las interacciones entre personajes. El padre de Kambili rechaza a su abuelo debido a sus creencias animistas. Esto está también presente en los pensamientos de Kambili, ya que siempre se preocupa de no cometer ningún pecado para no enfadar a su padre.
- Violencia doméstica: La novela usa un punto de vista narrativo para explorar el tema de la violencia doméstica.[3]
- Relaciones familiares: las relaciones familiares también se exploran en este libro.[4]
- Silencio y discurso: Los temas de silencio y discurso aparecen en la novela. Los títulos de dos de las secciones de la novela tratan este tema también: "Hablando con nuestros Espíritus" y "Un Silencio Diferente".[5]
- Naturaleza: el título de la novela es una representación de la libertad y la esperanza. Hay referencias a la naturaleza durante el libro.

## Premios
- Premio Hurston-Wright Legacy 2004 (Categoría de Mejor Novela Debut de Ficción )[6]
- Premio Commonwealth Writers' 2005: Mejor Primer Libro (África)
- Premio Commonwealth Writers' 2005: Mejor Primer Libro (global)
- Preseleccionado para el Premio Orange de Ficción 2004
- Nominado para el Booker Prize 2004
- Nominado para el YALSA (Young Adult Library Services Association) al Premio para Mejores Libros de Literatura Juvenil (2004)
- Preseleccionado para el Premio John Llewellyn Rhys 2004/2005